# Ambulas
L'ambulas est une langue papoue parlée en Papouasie-Nouvelle-Guinée, dans le district de Maprik de la province de Sepik oriental.

## Classification
L'ambulas est une des langues ndu.

## Phonologie
Les  voyelles de l'ambulas sont :

### Voyelles
|           | Antérieure | Centrale | Postérieure |
| --------- | ---------- | -------- | ----------- |
| Fermée    | i [i]      | ɨ [ɨ]    | u [u]       |
| Mi-fermée | e [e]      |          | o [o]       |
| Ouverte   |            | ɐ [ɐ]    | ɑ [ɑ]       |

### Consonnes
Les consonnes de l'ambulas sont :
|              |              | Bilabiales | Alvéolaires | Dorsales | Dorsales  |
| ------------ | ------------ | ---------- | ----------- | -------- | --------- |
| Palatales    | Vélaires     | Bilabiales | Alvéolaires |          |           |
| Occlusives   | Sourde       | p [p]      | t [t]       |          | k [k]     |
| Occlusives   | Labialisée   | pʷ [pʷ]    |             |          | kʷ [kʷ]   |
| Occlusives   | Prénasalisée | mb [m͡b]    | nd [n͡d]     |          | ŋg [ŋ͡g]   |
| Occlusives   | Labialisée   | mbʷ [m͡bʷ]  |             |          | ŋgʷ [ŋ͡gʷ] |
| Fricative    | Fricative    | β [β]      | s [s]       |          |           |
| Affriquée    | Affriquée    |            | ndʑ [n͡d͡ʑ]   |          |           |
| Nasale       | Simple       | m [m]      | n [n]       | ɲ [ ɲ]   | ŋ [ŋ]     |
| Nasale       | Labialisée   | mʷ [mʷ]    |             |          | ŋʷ [ŋʷ]   |
| Latérale     | Latérale     |            | l [l]       |          |           |
| Roulée       | Roulée       |            | r [r]       |          |           |
| Semi-voyelle | Semi-voyelle |            |             | y [ j]   |           |

## Sources
- (en) Patricia Wilson, 1996, Ambulas Organised phonology Data, manuscrit, Ukarumpa, SIL International.